# Josef Hosp
Josef Hosp (* 22. November 1902 in Zirgesheim; † 20. April 1973 in Augsburg) war ein deutscher Gewerkschafter.
Hosp begann im landwirtschaftlichen Betrieb seiner Eltern und war danach als angelernter Baumaschinist in Donauwörth und Augsburg tätig. Im Dritten Reich war er bei Wehrmachtsbauten beschäftigt, nach dem Krieg am Wiederaufbau von Augsburg. Von 1947 bis 1967 war er Geschäftsführer der Verwaltungsstelle Augsburg der IG Bau-Steine-Erden.
Vom 1. August 1957 bis 31. Dezember 1971 war er Mitglied des Bayerischen Senats.